# Thomas Mantell

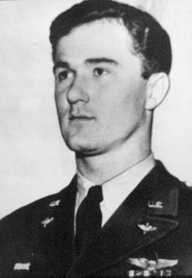
Thomas Mantell

Thomas Francis Mantell Jr. (* 30. Juni 1922 in Franklin, Kentucky; † 7. Januar 1948 in der Nähe von Franklin, Kentucky) war ein US-amerikanischer Pilot der United States Air Force. Er kam im Januar 1948 zu Tode, als sein Flugzeug in der Nähe von seinem Geburtsort Franklin in Kentucky abstürzte. Mantell hatte zuvor ein UFO verfolgt. Sein rätselhafter Tod sorgte für zahlreiche spekulative Presseberichte und wurde als Mantell-UFO-Vorfall (Englisch: Mantell UFO incident) bekannt. Nachdem zuerst vermutet wurde, dass Mantell bei seinem Absturz den Planet Venus verfolgt hatte, verwarf das Project Blue Book diese These später und kam zu dem Schluss, dass es sich bei dem unbekannten Flugobjekt um einen Spionageballon vom Typ Skyhook gehandelt haben soll.

## Biografie
Mantell machte seinen Abschluss an der Male High School in Louisville. Am 16. Juni 1942 trat er in das United States Army Air Corps ein, die Vorgängerorganisation der Air Force, und schloss die Flugschule am 30. Juni 1943 ab. Während des Zweiten Weltkriegs war er als Douglas C-47 Skytrain-Pilot der 96th Troop Carrier Squadron (Teil der 440th Troop Carrier Group) zugeordnet, die am 6. Juni 1944 die 101st Airborne Division in der Normandie absetzte. Er wurde mit dem Distinguished Flying Cross für seinen Einsatz während des D-Day und mit der Air Medal für seine fliegerischen Leistungen ausgezeichnet.
Nach dem Ende des Krieges kehrte Mantell nach Louisville zurück und trat am 16. Februar 1947 in die neu gegründete Kentucky Air National Guard ein, wo er Pilot einer F-51D Mustang in der 165th Fighter Squadron wurde. Er war mit Peggy Mantell verheiratet und Vater von zwei Söhnen, Thomas und Terry.

### Absturz und Tod
Am 7. Januar 1948 wurden über dem Godman Army Airfield bei Fort Knox, Kentucky von mehreren Personen ein unbekanntes Flugobjekt gesichtet. Mantell befand sich zu diesem Zeitpunkt mit drei weiteren Flugzeugen seines Squadrons auf einem Trainingsflug von Marietta, Georgia nach Louisville. Er wurde schließlich vom Bodenpersonal des Godman Airfield aufgefordert, mit seiner F-51D Mustang das nicht identifizierte Objekt zu untersuchen, das über dem Flugplatz gesehen worden war. Mantell setzte seinen Aufstieg bis auf 6.700 m fort, aber seine Flügelmänner folgten ihm mangels ausreichender Sauerstoffausrüstung nicht. Als sich Mantell dem unbekannten Flugobjekt näherte, kam es schließlich zu einem Kontaktverlust mit der Bodenstation. Zeugen berichteten, dass Mantells Mustang in einem kreisenden Sinkflug war, während andere Zeugen berichteten, das Flugzeug sei vor dem Aufprall explodiert. Um 15:50 Uhr erhielt der Kontrollturm in Godman die Meldung, dass sein Flugzeug auf einer Farm südlich von Franklin, an der Grenze zwischen Kentucky und Tennessee, abgestürzt sei. Die Wrackteile waren Berichten zufolge über eine Meile weit verstreut.

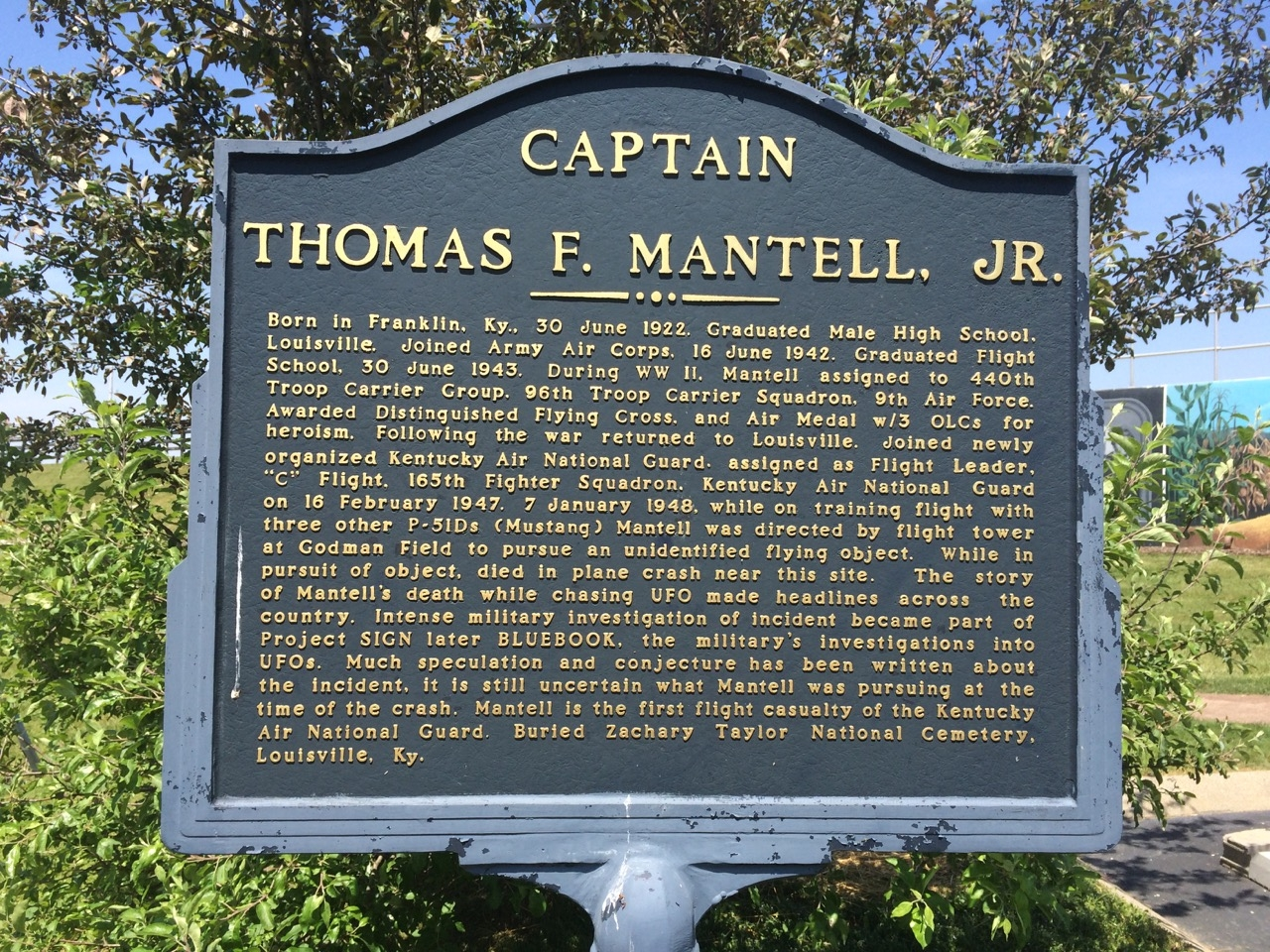
Erinnerungstafel für Thomas Mantell in seinem Heimatort Franklin

Die Tatsache, dass Mantell nach der Verfolgung eines UFOs abstürzte und starb, sorgte für große Aufmerksamkeit in den Medien. Über den Absturz kursierten eine Reihe von sensationellen Gerüchten. So sei das Flugzeug Gerüchten zufolge schon vor dem Aufprall in der Luft auseinandergebrochen und Mantell hätte das verfolgte Objekt vorher noch als „metallisch und von enormer Größe“ bezeichnet. Es wurden auch Behauptungen aufgestellt, ein mysteriöser „Strahl“ hätte ihn verwundet und dass an dem Flugzeugwrack unerklärliche kleine Löcher gefunden und dieses radioaktiv verstrahlt gewesen sei. Diese Berichte wurden jedoch später vom US-Militär und den untersuchenden Stellen dementiert. Aus Respekt vor der Familie von Mantell veröffentlichte die Armee keinen Autopsiebericht.
Die Venus befand sich an der gleichen Stelle am Himmel, an der Mantells UFO beobachtet wurde, und man ging zunächst davon aus, dass der Absturz dadurch verursacht wurde, dass der Pilot den Planeten fälschlicherweise für ein unbekanntes Objekt hielt. Eine Schlussfolgerung, zu der der Ermittler des Project Blue Book, J. Allen Hynek, 1948 kam. Später wurde diese Erklärung von Hynek jedoch verworfen, da die Venus zu diesem Zeitpunkt des Tages nicht hell genug war. 1952 identifizierte das Project Blue Book das Objekt, das Mantell verfolgte, als Skyhook-Ballon, ein streng geheimes Spionageprojekt, von dem er damals nichts gewusst haben konnte. Diese massiven Spionageballons stiegen bis auf 30.000 m auf. Die Armee vermutete, dass Mantell das Bewusstsein verlor, als ihm der Sauerstoff im Aufstiegsflug ausging, was den Absturz verursacht haben soll.